# Messel
Messel település Németországban, Hessen tartományban. Lakosainak száma 4263 fő (2023. december 31.). Messel Dreieich, Rödermark, Eppertshausen, Münster, Dieburg, Groß-Zimmern és Darmstadt községekkel határos.

## Népesség
A település népességének változása:
| Lakosok száma | 4008 | 4090 | 4090 | 4194 | 4263 |
|               | 2017 | 2019 | 2021 | 2022 | 2023 |